# ニュースチェック11
『ニュースチェック11』（ニュースチェックイレブン、英称:NEWS CHECK eleven（2018年3月まではNEWS CHECK 11））は、NHK総合テレビジョンで、2016年4月4日から2019年3月29日まで放送されていた報道番組である。

## 概要
これまでの『Sportsプラス』・『NEWS WEB』を引き継ぎ、「社会の中核層である現役世代」に向けて、その日のニュース・スポーツニュースを初めとする最新情報をコンパクトに伝える形式をとり、「知りたいニュース」については深掘りしていくとする。1回の放送で「政治」「社会」「経済（ビジネス）」「国際」「スポーツ」「科学・文化・トレンド」「地域ニュース」の7ジャンルから最大35本のニュースを放送できる体制としており、当日扱う予定のニュースは番組公式サイトからNHKのニュースポータルサイト「NHK NEWS WEB」へのリンクが張られている。
さらに、前身番組『NEWS WEB』で培ってきたインターネットやソーシャルメディアとの連携を生かして、視聴者参加型番組としても機能してニュースを多角的に伝える。『NEWS WEB』と同様に視聴者からのツイートが1行ティッカーで表示され、特定のツイートを出演者が取り上げて表示させることができる。また気象情報のBGM（日によってはさらに別のコーナーも）のリクエストを視聴者から募集している。
番組セットは、従来のニュースセンターのものではなく、ラジオのDJブース風のセットから伝えており、バックの画面には通常は副調整室風の映像が表示されている。ここにニュースに関連した映像を合成処理で表示する。番組ではまず最初にその日の重大項目について1項目取り上げて青井が伝えたのち、各ジャンルごとにヘッドライン形式でニュース5項目を短く伝える。「スポーツ」と「地域ニュース」以外は原則として永井、秋山のナレーション、「スポーツ」については大成が進行する。「科学・文化・トレンド」コーナーでは、毎回最後の1項目についてはその日のインターネット上で話題になったキーワードの解説「今日のトレンドワード」に充てている。なお、重要な事件などがあり、特集の時間が拡大した場合には一部のジャンルを休止する事例もある。
これらのニュースの中から、さらに注目すべきテーマについてはミニ特集の形式で、青井・長尾、及び取材する記者や有識者などのゲストを交えて解説が行われる。2017年度は「青井実のちょっと」という、青井が現場取材に行くコーナーが放送された。2018年度は「ながおGO!」「あおいなう」という、キャスターが現場取材をするコーナーが不定期に放送されている。また「地域ニュース」はNHKニュースサイトの地域ニュースの中から毎回1つの都道府県から1つの項目を選んで、そのニュースをウェブの動画ページから紹介する（夕方18時台の都道府県別編成のローカルニュースであることが多い）。この番組の開始に伴い、総合テレビの最終ローカルニュース枠は近畿地方を除いてなくなった。
2018年4月2日より放送時間が23:10 - 23:40に変更された。同時に大規模なリニューアルが実施され、番組ロゴ・スタジオセットが一新。水曜日にAIのアナウンサーである『ヨミ子』のコーナー『ヨミ子のニュース』が新設された。ヨミ子は火・木曜日にもトレンドワードの紹介で登場する。なお、視聴者からのツイート表示は『ヨミ子のニュース』に限定されたほか、大成が進行していた「スポーツ」は青井が兼務することになった。またプロ野球の結果はその日の試合から2試合程度のみを詳しく伝えて、残りはスーパーのみとなった。
番組開始当初の関東地区の平均視聴率は4%前後だったが、その後3%台前半とやや下降した。2019年3月29日をもって放送を終了し、同年4月1日からは井上あさひ（東京アナウンス室）をキャスターに起用し、23:20から15分間の新報道番組として『ニュースきょう一日』が開始された。なお、番組終了後青井は『ニュース7』土日・祝日版に異動となったほか、男性ニュースリーダーの永井は番組終了から数ヶ月後に高知放送局に転勤となった。その他、女性ニュースリーダーの秋山・阪田陽子は『BSニュース』（BS1）のキャスターとなったほか、気象キャスターの宮崎由衣子は同年4月から日本テレビの情報番組『バゲット』に天気コーナー担当としてレギュラー出演するようになった。また、『ヨミ子』のコーナーは番組終了後、平日夕方の報道・情報番組『ニュース シブ5時』の「気になる!ニュースランキング」（毎週金曜日〈2021年4月以降は木曜日〉に放送）の中に移行された。

## 放送時間
総合テレビ（地上波）
- 2016年度・2017年度：平日 23:15 - 23:55（NHKワールド・プレミアムも同時放送。および、翌1時45分〈日本時間〉から再放送）
- 2018年度：平日 23:10 - 23:40（NHKワールド・プレミアムも同時放送。および、翌2時05分〈日本時間〉から再放送）

2015年度まで放送の『NEWS WEB』とは違い、月 - 金曜日が祝・休日と重なる場合は休止となり、23:35 - 23:40に代替の全国向け定時ニュースを放送していた。その他、年末年始やオリンピック期間中も休止となったほか、2018年6月・7月には2018 FIFAワールドカップ中継による臨時休止もあった。

## 過去の出演者
| 期間                                              | 期間      | キャスター | キャスター   | ニュース  | ニュース          | スポーツ             | 気象情報   |
| 期間                                              | 期間      | 男性       | 女性         | 男性      | 女性              | スポーツ             | 気象情報   |
| ------------------------------------------------- | --------- | ---------- | ------------ | --------- | ----------------- | -------------------- | ---------- |
| 2016.4.4                                          | 2017.3.31 | 有馬嘉男2  | 桑子真帆1・2 | 森田洋平1 | 秋山千鶴 阪田陽子 | 脇田美代 大成安代1   | 三宅惇子   |
| 2017.4.3                                          | 2017.8.25 | 青井実1    | 長尾香里     | 永井克典1 | 秋山千鶴 阪田陽子 | 大成安代1 吉江まりも | 三宅惇子   |
| 2017.8.28                                         | 2018.3.30 | 青井実1    | 長尾香里     | 永井克典1 | 秋山千鶴 阪田陽子 | 大成安代1 吉江まりも | 宮崎由衣子 |
| 2018.4.2                                          | 2019.3.29 | 青井実1    | 長尾香里     | 永井克典1 | 秋山千鶴 阪田陽子 | 八塚浩 竹下良則      | 宮崎由衣子 |
| - 1 NHKアナウンサー - 2 ニュースウオッチ9に移動。 |           |            |              |           |                   |                      |            |

### 代役キャスター
| 休業者     | 代行者（代行日） |
| ---------- | --- |
| 森田洋平   | - 佐藤誠太（2016年10月17日 - 21日） - 井原陽介（2016年11月7日 - 11日） |
| 大成安代   | - 酒匂飛翔（2016年11月28日 - 12月2日） - 橋詰彩季（2016年12月5日 - 9日） - 南波雅俊（2017年11月13日 - 17日） - 星麻琴（2017年11月20日 - 24日）                                |
| 三宅惇子   | - 関口奈美（2017年4月19日） |
| 青井実     | - 松尾剛（2017年8月7日 - 18日・2018年9月10日 - 21日） |
| 長尾香里   | - 大成安代（2017年8月21日 - 25日） - 森下絵理香（2018年9月3日 - 7日） |
| 永井克典   | - 井原陽介（2017年8月28日 - 9月8日） - 小澤康喬（2018年8月27日 - 31日） - 吾妻謙（2018年10月29日 - 11月2日） - 廣田直敬（2019年2月22日） - 片山智彦（2019年2月25日 - 3月1日） |
| 宮崎由衣子 | - 関口奈美（2018年1月18日） - 斉田季実治（2018年10月17日） |

## テーマ曲
- 2016年度 - 祖堅正慶「ファイナルファンタジーXIV ローカス ～機工城アレキサンダー：起動編～ / Locus」[5]
- 2017年度・2018年度 - 中田ヤスタカ「Source of Light」[1]